# Castello di Battipaglia
Das Castello di Battipaglia, lokal auch Castelluccio oder Castelluccia genannt, ist eine Burg in Battipaglia in der italienischen Region Kampanien. Sie wurde auf Geheiß von Guaimar IV. von Salerno um das Jahr 1000 auf den Resten einer früheren militärischen Anlage errichtet. Die Burg sollte ein großes Gebiet zwischen den Tälern des Tusciano und des Sele schützen. Sie liegt auf einem Burghügel in dominanter Lage über der Stadt am Übergang der vorapenninischen Hügellandschaft in die Ebene des Sele. In der Nähe führt die Römerstraße Via Popilia vorbei.
Die Burg wurde im Laufe der Zeit mehrmals erweitert und in eine Residenz umgestaltet, in der im Sommer der Adel residierte. Sie ist ein Kennzeichen der Stadt Battipaglia und ihrer Einwohner.
1994 wurde das Castello di Battipaglia von der Soprintendenza der Region Kampanien unter Denkmalschutz gestellt.

## Geschichte
Den Quellen nach wurde die Burg auf Befehl von Guaimar IV. von Salerno um das Jahr 1000 auf den Resten einer früheren militärischen Anlage errichtet, die aus dem 8. oder 9. Jahrhundert stammte. Letztere wurde teilweise in den Neubau integriert, allerdings sind von der älteren Anlage so gut wie keine Spuren und Dokumente mehr vorhanden.
Der damalige Regent ließ die Burg zum Schutz eines großen von der Kirche beanspruchten und landwirtschaftlich intensiv genutzten Gebietes errichten. Auf diesem Land lagen die beiden bereits 1053 urkundlich erwähnten Benediktinerabteien San Mattina de loco Tusciano und San Arcangelo de Battipalea apud Ebulum.
Der Bau wird erstmalig in einem offiziellen Dokument des Fürstentums Salerno erwähnt, das das Datum 4. Oktober 1080 trägt. Die langobardische Verwaltung bestätigte darin der Kirche von Salerno den Besitz des Doms San Matteo, der Kirche San Vito al Sele im Viertel Santa Cecilia in Eboli und auch der Siedlung Campolongo, die in der Nähe der Ortschaft Santa Lucia bei Battipaglia liegt. Laut dem Dokument wurde auch das Castellucium de Baptipalla an die Kirche von Salerno übergeben.
Die Festung wird auch in den Urkunden Friedrichs II. von 1230–1231 erwähnt.
Es ist bekannt, dass Berthold von Hohenburg, Herzog von Tarent und Regent des Fürstentums Salerno, 1251 festlegte, dass das Castelluccio und das Casale di Battipaglia der Kirche von Salerno zurückgegeben werden sollte. Nach dem Tod von Heinrich VI. hatte sich der Kapitän seiner Truppe, ein gewisser Graf Marcoaldo d’Anvellier, der Burg bemächtigt.
Von der Mitte des 13. bis zum Beginn des 17. Jahrhunderts gibt es keine weiteren Hinweise auf die Burg. 1612 ging sie in den Besitz der Adelsfamilie Doria aus Angri in Ligurien über.
1683 kaufte der Markgraf Angelo Pignatelli die Burg, die dann bis zur Mitte der 1950er-Jahre im Eigentum seiner Familie blieb. In den 1920er-Jahren beauftragte die Adelsfamilie Pignatelli den neapolitanischen Architekten Farinelli mit Umbauten, der grundlegende, strukturelle Änderungen an der gesamten Burg vornahm und sie in eine neugotische Residenz umgestaltete. Die letzte Adlige der Familie Pignatelli, die im Castello di Battipaglia residierte, war die Markgräfin Margherita Pignatelli.
1979 wurde die Familie Santese  Eigentümer des Baus, der einige Jahre vorher von der Baroness Vicicelli der Familie De Luca verkauft worden war. Wegen bürokratischer Hürden, die von verschiedenen Ämtern (Gemeinde Battipaglia und Sovrintendenza der Region Kampanien) in den Weg gelegt wurden, konnte der Bau erst zwischen 2015 und 2020 umgebaut werden.

## Legende

### Eine Liebesgeschichte, die schlecht ausging
Man erzählt sich, dass eine der Burgbewohnerinnen eines Tages, als sie auf das Meer hinaussah, auch in den Stall hinuntersah und sich in den Stallknecht verliebte, der sich um die Pferde kümmerte. In der langen Zeit der Abwesenheit ihres adligen Gatten lag die Frau zusammen mit ihrem Liebhaber in den Ställen des Palastes, aber sie wurden von einer treuen Dienerin der Burg entdeckt, die ihren Herrn bei der Rückkehr von seinen Reisen informierte. Der Herr beschloss sofort, die beiden zu bestrafen; zunächst ließ er den Stallknecht unter den Augen seiner Gattin umbringen und dann erhängte sich letztere im Innengarten des Palastes selbst aus Verzweiflung.
Von diesem Moment an waren die Frauen von Battipaglia sehr vorsichtig zu den Burgmauern hinaufzusehen, um nicht dem erschütternden Blick des Geistes der Burgbewohnerin zu begegnen, der sie daran erinnert, ihre Gatten nicht zu betrügen.

## Beschreibung

### Mauern und Innenräume
In der Burg sind noch die Mauern des Vorgängerbaus aus dem 8. und 9. Jahrhundert erhalten. Auf den Felsen des Burghügels ruht ebenso ein Turm, der beim Ausbau der Burg im 13. Jahrhundert entstand. Der Komplex besitzt drei Türme mit rechteckigem Grundriss, die später erbaut wurden. Des Weiteren gibt es eine Kapelle, die vom Innenhof aus zugänglich ist, eine Veranda, Küchen, Räume zur Lagerung von Lebensmitteln, eine Ölmühle und verschiedene Bäder, in denen ein alter Heizkessel erhalten ist. An die Burg ist eine kleine Höhle angeschlossen, die vermutlich als Unterstand für das Vieh diente und ursprünglich durch eine innere Mauer verbunden war.
Die Räume im Erdgeschoss sind durch spektakuläre Kreuzgewölbe gekennzeichnet, die in den Fels gehauen wurden und um das Jahr 1000 entstanden sind. Die Burg besitzt auch zwei Holzöfen, fünf kleine offene Kamine, die einst mit Marmor verkleidet waren, Lastufzüge zum Transport der Lebensmittel sowie Kämpfer über den Türen aus Granit. Die Wohnräume der Herrschaft waren nicht besonders groß. Sie bestanden aus sechs Zimmern, deren größtes vermutlich der Salon war. Dieser war durch zwei Spitzbogenfenster belichtet, die Biforien gewesen sein müssen, aber zwischenzeitlich ihre mittleren Pfeiler eingebüßt haben. Der letzte Raum dieser Wohnräume führt zu einer großen Steintreppe und zu den Räumen im Erdgeschoss, die von hochliegenden Fenstern belichtet werden. Während der Umbauarbeiten wurden zudem an einige Stellen der Verteidigungsmauer kleinere Türme angebaut. Man findet auch Reproduktionen moderner Gemälde, während bei einem stark beschädigten Fresko der Jungfrau Maria, die einen Krummsäbel schwingt, nicht bekannt ist, ob es bei der allerletzten Restaurierung des gesamten Gebäudes ebenfalls restauriert wurde. 
Das Wappen der Familie Pignatelli ist heute noch entlang der Außenmauern und am Haupteingang zur Burg zu sehen. Es erinnert an die Heirat der letzten Erbin der Burg mit Ferdinando Ferrara di Olevano und trägt dem Zusammenschluss der beiden Adelshäuser Rechnung.
An den Außenmauern der Burg wurde dagegen ein neues Wappen der Familie Santese mit einer darunter liegenden Widmung der Stiftung Santese angebracht.

### Kapelle der Madonna delle Grazie
Die Familienkapelle befindet sich im Innenhof der Burg. Sie ist von dort aus zugänglich und wurde, wie die gesamte Burg, vollständig restauriert. Heute ist sie der Pflege der Pfarrei der Mutter Kirche von Battipaglia anvertraut, die das Recht ausübt, im Inneren Gottesdienste abzuhalten.
Über dem Eingang des Kirchleins ist ein Gemälde angebracht, das die Unsere Liebe Frau der Gnaden zeigt, der die Kapelle geweiht ist, und darüber hinaus ein weiteres Gemälde der Heiligsten Dreieinigkeit, sowie viele kleinere Gemälde von Engeln und Heiligen an der Decke. Der Bodenbelag besteht aus karierten Fliesen, die sich in den Farben Weiß und Schwarz abwechseln; hinter der Apsis gibt es eine Reproduktion des Gemäldes Unserer Lieben Frau von Pompei und daneben zwei Gemälde von Engeln, einer links und einer rechts des Madonnenbildes. Entlang der Wände gibt es kleine, quadratische Bilder des Kreuzweges, während in der Nähe des Eingangs zwei Gemälde des Erzengels Michael angebracht sind, eines davon über dem Eingang. Links des Eingangs gibt es ein Gemälde der Madonna im Paradies zwischen Engeln und Heiligen. Schließlich findet man entlang der Seitenwände links des Eingangs ein Gemälde des Heiligen Giuseppe Moscati, während sich auf der gegenüberliegenden Seite ein Gemälde des Seligen Bartolo Longo befindet. Das Kirchlein wurde zusammen mit der gesamten Burg vollständig restauriert und es war nicht mehr möglich, die alten Fresken in ihrem Inneren zu restaurieren, die sich dort vor der Vandalisierung aus der Zeit, als die ganze Burg der Vernachlässigung preisgegeben war, befanden.